# Icon: Bobby Brown
Az Icon: Bobby Brown egy válogatásalbum, mely 2013-ban jelent meg a Geffen Recordsnál, és az énekes, dalszerző Bobby Brown legnagyobb slágereit tartalmazza.

## Megjelenések
CD  Geffen B001862202
1. My Perogative - 4:32
2. Roni - 4:31
3. Don't Be Cruel - 4:14
4. Rock Wit'Cha - 4:48
5. Every Little Step - 4:00
6. Girlfriend - 4:09
7. On Our Own - 4:30
8. Humpin' Around - 4:24
9. Good Enough - 3:57
10. Get Away - 4:20
11. That's The Way Love Is 4:06